# Stefano Di Lucia
Stefano Di Lucia (Cerveteri, 24 gennaio 1959) è un ex calciatore italiano, di ruolo centrocampista.

## Carriera
Ha disputato con la maglia della Pistoiese 7 incontri nel campionato di Serie A 1980-1981, l'unico di massima serie disputato finora dagli arancioni toscani, esordendo in massima serie il 1º febbraio 1981 in occasione della sconfitta esterna col Cagliari. Sempre con la Pistoiese ha disputato 3 partite in Serie B, una delle quali nel campionato 1978-1979, le altre all'inizio della stagione 1981-1982, prima di trasferirsi alla Salernitana nel mese di novembre 1981.
Dal 2011 si occupa dei giovani del Cerveteri Soccer di Fulvio di Berardino, allenando i 'Piccoli Amici' della scuola calcio di Cerveteri (RM).